# Zespół Arnolda-Chiariego

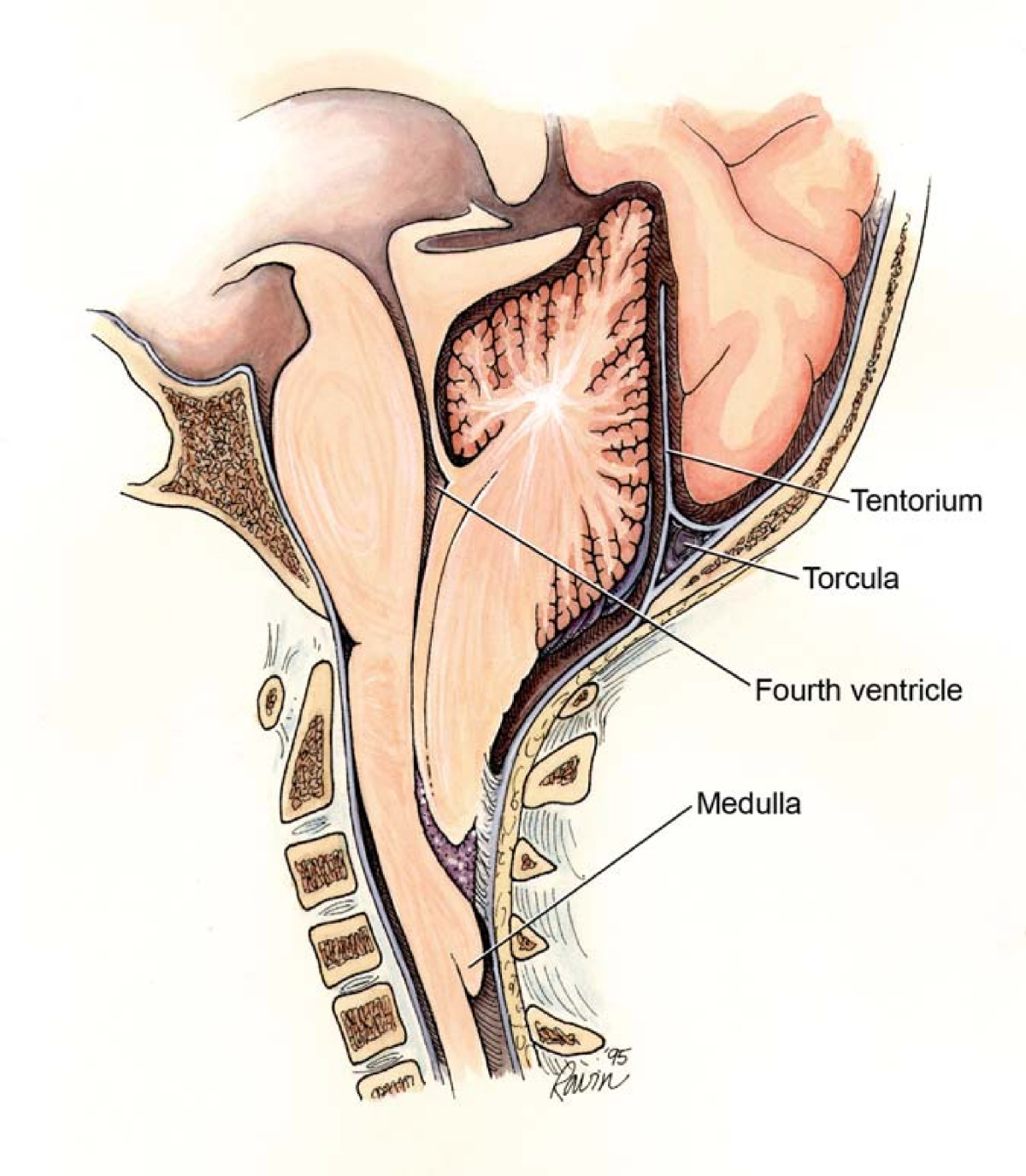
Schematyczne przedstawienie malformacji Arnolda-Chiariego typu II

Zespół Arnolda-Chiariego (malformacja Arnolda-Chiariego, aktualna nazwa: malformacje Chiariego ang. Arnold-Chiari malformation, Chiari malformations, ACM, CM) – malformacja mózgowia polegająca na przemieszczeniu struktur tyłomózgowia do kanału kręgowego. Może współistnieć z przepukliną oponowo-rdzeniową. Według najnowszej nomenklatury termin ,,malformacja Arnolda-Chiariego" zarezerwowany jest dla malformacji Chiari typu 2 (dziecięcy), a termin ,,malformacja Chiari" typowo odnosi się do malformacji Chiari typu 1 (dorosłych). Z uwagi na wprowadzone typy 1.5 i 0 używa się obecnie cyfr arabskich, zamiast rzymskich

## Objawy i przebieg

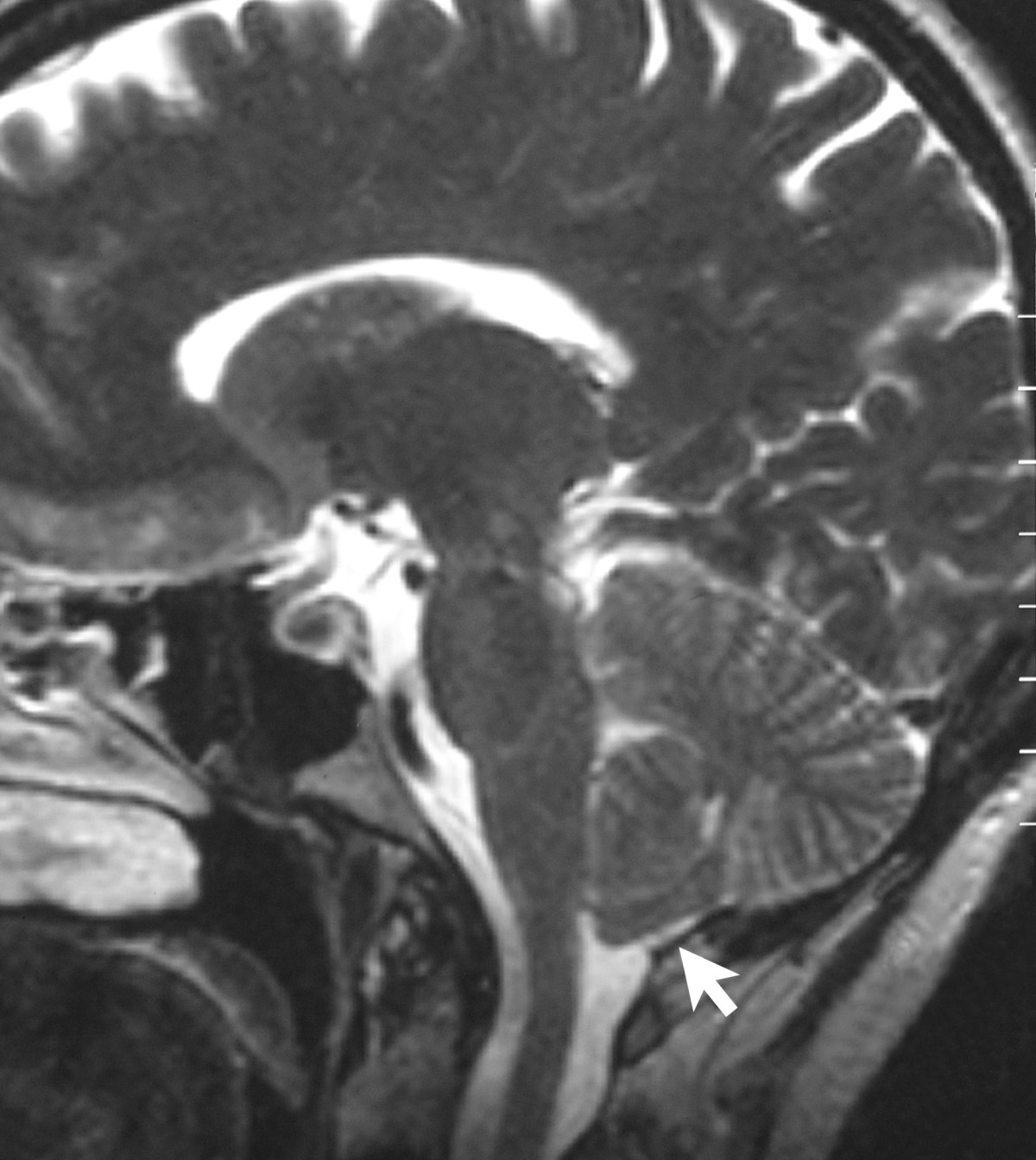
MRI głowy w projekcji strzałkowej u pacjenta z malformacją Arnolda i Chiariego typu I; strzałka wskazuje wpuklenie migdałków móżdżku do otworu wielkiego mniejsze niż 3 mm.

Wyróżniamy aktualnie sześć typy malformacji Chiari, z których typ I i typ II występują najczęściej.
|     | |
| Typ | Opis |
| 0   | Syringomielia bez towarzyszącego przemieszczenia tyłomózgowia, która ustępuje po wykonaniu odbarczenia tylnej jamy czaszki |
| 1   | inaczej: pierwotna ektopia móżdżku lub malformacja Chiari dorosłych. Zaburzenie przepływu płynu mózgowo-rdzeniowego przez otwór wielki czaszki na skutek przemieszczenia migdałków móżdżku w kierunku otworu wielkiego. Syringomielia towarzyszy w 30-70% przypadków, wodogłowie w 7-9%. Obniżenie migdałków móżdżku nie jest obecnie konieczne do postawienia diagnozy - należy udokumentować zaburzenie przepływu płynu mózgowo-rdzeniowego. |
| 1.5 | Zaawansowana forma typu 1 - całe połączenie szyjno-rdzeniowe wraz z zasuwką komory IV znajduje się poniżej poziomu otworu wielkiego. |
| 2   | Malformacja Arnolda-Chiariego. Typ dziecięcy. Przemieszczenie robaka móżdżku, opuszki i mostu łącznie z komorą IV. Zwykle związane z mielomeningocele (rozszczep kręgosłupa) i wodogłowiem. |
| 3   | Bardzo rzadki. Występowanie uznawane za kontrowersyjne. W otworze potylicznym znajduje się cały móżdżek. Uznawany za wadę letalną. |
| 4   | Oryginalnie opisany jako hipoplazja móżdżku bez wgłobienia struktur tylnej jamy do otworu wielkiego związana z obecnością bardzo małej tylnej jamy czaszki. Występowanie jako osobna jednostka kliniczna jest obecnie rozważane. |

## Historia

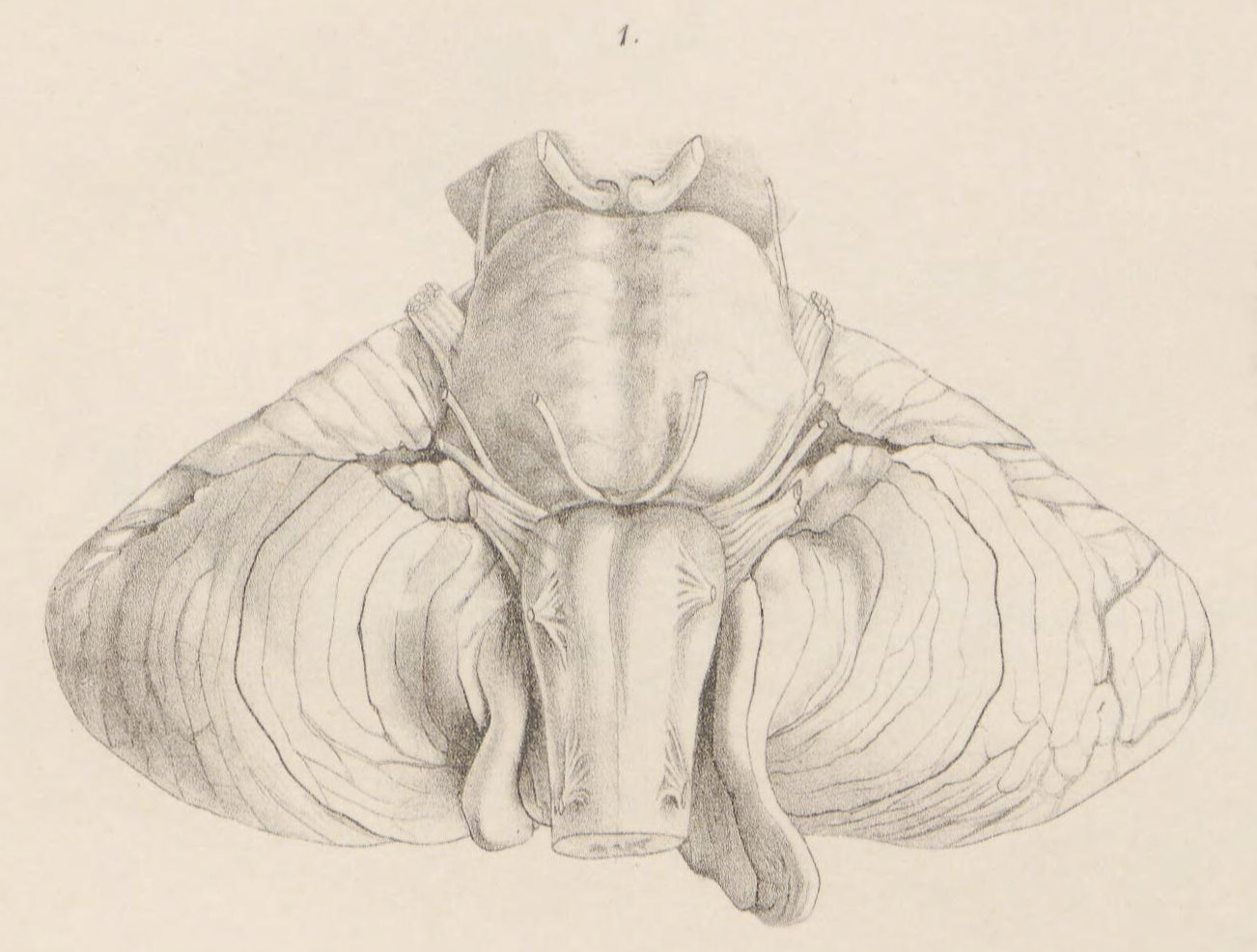
Ilustracja z klasycznej monografii Hansa Chiariego przedstawiająca zmiany w móżdżku pacjenta z zespołem Arnolda-Chiariego

Pierwszy opis malformacji pnia mózgu i móżdżku u dzieci z przepukliną rdzenia kręgowego przedstawił szkocki lekarz John Cleland, ale jego odkrycie nie zostało dostrzeżone. Kilka lat później austriacki patolog Hans von Chiari opublikował pracę, w której przedstawił szereg przypadków malformacji i zaproponował teorię powstawania wodogłowia u tych pacjentów. Pięć lat później przedstawił klasyczną monografię na ten temat. Niemiecki patolog Julius Arnold, trzy lata po pierwszej pracy Chiariego, opisał przypadek niemowlęcia z przepukliną rdzenia kręgowego w odcinku piersiowo-lędźwiowym, zaburzonym rozwojem pnia mózgu, z częścią móżdżku i IV komorą przemieszczonymi do kanału rdzenia. Dwóch studentów Arnolda, w tym Ernst Schwalbe, w 1907 napisało pracę, w której podkreślili związek między przepukliną rdzeniową a deformacją tylnego dołu czaszki i wprowadzili termin Arnoldsche und Chiarische Missbildung.